# 千鳥義典
千鳥 義典（ちどり よしのり、1955年（昭和30年） - ）は、日本の建築家。株式会社日本設計代表取締役会長。
主な作品に「渋谷マークシティ」「きらら元気ドーム」「長崎県美術館」「国立新美術館」「中国・天津泰達MSD複合開発」「中国・無錫総合交通ターミナル」など。

## 経歴
東京都出身。1978年（昭和53年）横浜国立大学工学部建築学科を卒業。1980年（昭和55年）同大学大学院工学研究科（建築学専攻）を修了し、同年日本設計事務所（現：日本設計）入社。
1998年（平成10年）から2002年（平成14年）まで東京理科大学非常勤講師を務める。
2012年（平成24年）日本設計取締役兼専務執行役員兼国際代表。2013年（平成25年）同社代表取締役社長に就任。
2020年（令和2年）同社代表取締役会長に就任。